# Сетон, Чарльз, 2-й граф Данфермлин
Чарльз Сетон, 2-й граф Данфермлин  (англ. Charles Seton, 2nd Earl of Dunfermline; ноябрь 1615 — 11 мая 1672) — шотландский пэр и политик. Он был известен как лорд Файви  с 1615 по 1622 год.

## Биография
Родился в ноябре 1615 года. Единственный сын Александра Сетона, 1-го графа Данфермлина (1555—1622), и его третьей жены Маргарет Хэй (1592—1659), дочери Джеймса Хэя, 7-го лорда Хэя (1564—1609), и леди Маргарет Керр.
С рождения до 1622 года он носил титул учтивости — лорд Файви. 16 июня 1622 года после смерти своего отца шестилетний Чарльз Сетон унаследовал титул 2-го графа Данфермлина.
Во время Гражданской войны в Англии Чарльз Сетон был роялистом. С 1640 по 1648 год был членом Тайного совета Шотландии. В 1642 году он занимал должность верховного комиссара Генеральной Ассамблеи в Шотландии. После поражения и казни короля Карла I Стюарта в 1649 году он был вынужден бежать за границу. В 1650 году граф Данфермлин вернулся в Шотландию в свите Карла II.
Чарльз Сетон занимал должность хранителя Тайной печати Шотландии с 1661 года до своей смерти в 1672 году. В том же 1661 году вновь был членом Тайного совета Шотландии. Он занимал должность чрезвычайного лорда сессии с 1669 по 1672 год.

## Семья
9 ноября 1632 года лорд Данфермлин женился на Мэри Дуглас, дочери Уильяма Дугласа, 7-го графа Мортона, (1584—1648) и Энн Кейт (? — 1648), дочери Джорджа Кейта, 5-го графа Маришаля. Она подружилась с Энн Хэлкетт в 1650 году и представила её королю Карлу во дворце Данфермлин, а также путешествовала с ней из Перта в Глэмис, Бречин и замок Файви. У супругов было трое детей:
- Александр Сетон, 3-й граф Данфермлин  (12 июня 1642 — сентябрь 1677), старший сын и преемник отца. Холост и не женат.
- Джеймс Сетон, 4-й граф Данфермлин  (? — 26 декабря 1694), женат с 1682 года на леди Джин Гордон, дочери 3-го маркиза Хантли, но не имел детей.
- Леди Генриетта Сетон (род. июнь 1652), 1-й муж с 1670 года Уильям Флеминг, 5-й граф Уигтон (? — 1681); 2-й муж — Уильям Линдси, 18-й граф Кроуфорд (1644—1698).

После его смерти в 1672 году два его сына, Александр Сетон, 3-й граф Данфермлин (1642—1677), и Джеймс Сетон, 4-й граф Данфермлин (? — 1694), в свою очередь, наследовали ему. Оба умерли, не оставив потомства, и титул был конфискован, когда Джеймс был объявлен вне закона в 1690 году.